# آورام بوناچیو
آورام بوناچیو (انگلیسی: Avram Bunaciu; زاده ۱۱ نوامبر ۱۹۰۹ (born abraham gutman) – درگذشته ۲۸ آوریل ۱۹۸۳) سیاست‌مدار اهل رومانی بود. وی از ۱۹ مارس ۱۹۶۵ تا ۲۴ مارس ۱۹۶۵ رئیس‌جمهور موقت رومانی بود.
آورام بوناچیو در ۲۸ آوریل ۱۹۸۳، در سن ۷۳ سالگی در بخارست درگذشت.